# Koshava Island
Koshava Island (englisch; bulgarisch остров Кошава ostrow Koschawa) ist eine 340 m lange und 220 m breite Insel vor der Nordküste der Livingston-Insel im Archipel der Südlichen Shetlandinseln. Sie ist die östlichste der Zed Islands und liegt 140 m nordöstlich von Lesidren Island sowie 1,9 km nördlich des Williams Point.
Bulgarische Wissenschaftler kartierten sie 2009. Die bulgarische Kommission für Antarktische Geographische Namen benannte sie im selben Jahr nach der Ortschaft Koschawa im Nordwesten Bulgariens.